# Kengan Ashura
Kengan Ashura (ケンガンアシュラ?) è un manga scritto da Yabako Sandrovich e disegnato da Daromeon. L'opera è stata pubblicata sulla rivista digitale Ura Sunday di Shogakukan dal 18 aprile 2012 al 9 agosto 2018 e in seguito raccolta in 27 volumi tankōbon più uno speciale. Un adattamento anime è stato distribuito rispettivamente il 31 luglio ed il 31 ottobre 2019.

## Trama
Sin dall'epoca Edo, in certe zone del Giappone esistono arene per lottatori, dove imprenditori e ricchi commercianti li ingaggiano per farli combattere in lotte a mani nude in cui chi vince può dominare il mercato. In epoca moderna, questi combattimenti avvengono ancora in forma segreta tra i grandi imprenditori di tutto il Mondo. Ohma Tokita è un combattente dal passato misterioso, il cui destino si incrocia casualmente con quello di Kazuo Yamashita, un uomo di mezza età senza spina dorsale, molto pauroso e remissivo, dipendente dell'imprenditore Nogi, uno scaltro quanto senza scrupoli uomo d'affari. Tokita e Yamashita si ritrovano così coinvolti da Nogi in un pericoloso torneo denominato "Kengan". Ohma dimostra immediatamente la sua tecnica superiore e avrà occasione di saldare alcuni conti rimasti da anni in sospeso, mentre Yamashita dovrà fingersi un imprenditore per una bizzarra strategia messa a punto da Nogi.

## Media

### Manga
Yabako Sandrovich ha lanciato la serie, con illustrazioni di Daromeon, sulla rivista digitale di Shogakukan Ura Sunday il 18 aprile 2012. Il manga si è concluso il 9 agosto 2018. Un volume speciale, intitolato Kengan Ashura 0, è stato pubblicato il 12 gennaio 2016. Nell'edizione speciale del volume 0, uscito l'8 gennaio 2016, è stato abbinato un drama-CD. Un sequel, intitolato Kengan Omega, ambientato due anni dopo gli eventi della serie originale, ha iniziato la sua serializzazione il 17 gennaio 2019, anch'esso serializzato su Ura Sunday.

#### Kengan Ashura
| 1  | 18 dicembre 2012 | ISBN 978-4-09-124110-8 | 8 agosto 2019     | ISBN 978-88-912-8944-5 |
| 1  | Capitoli - 1. Ashura - 2. Kengan - 3. Visita - 4. Inizio - 5. Rasoio - 6. Superuomo - Extra. Antichità |                        |                   |                        |
| 2  | 8 gennaio 2013 | ISBN 978-4-09-124237-2 | 12 settembre 2019 | ISBN 978-88-912-8999-5 |
| 2  | Capitoli - 7. Flusso della forza - 8. Ragione - 9. Imbroglione - 10. Codardo - 11. Distruzione - 12. Intrusione - 13. Cambiamento - 14. Forte - 15. Combustione - Extra. Trasformazioni                                               |                        |                   |                        |
| 3  | 18 aprile 2013 | ISBN 978-4-09-124332-4 | 10 ottobre 2019   | ISBN 978-88-912-9047-2 |
| 3  | Capitoli - 16. Presidente - 17. Annientamento - 18. Sostituto - 19. Avviamento - 20. Membro - 21. Padre e figli - 22. Ambizione - 23. Riunione - Extra. Eroine                                                                        |                        |                   |                        |
| 4  | 17 maggio 2013 | ISBN 978-4-09-124334-8 | 14 novembre 2019  | ISBN 978-88-912-9116-5 |
| 4  | Capitoli - 24. Quel giorno - 25. Partenza - 26. Isolamento - 27. Lotta accanita - 28. Indistruttibile - 29. Cinque - 30. Riunione - 31. Crociera - 32. Sfida                                                                          |                        |                   |                        |
| 5  | 18 settembre 2013 | ISBN 978-4-09-124417-8 | 12 dicembre 2019  | ISBN 978-88-912-9170-7 |
| 5  | Capitoli - 33. Manovre - 34. Analisi - 35. Cospirazione - 36. Assassino - 37. All'improvviso - 38. Clan - 39. Riunione - 40. Arrivo - Extra. Estate                                                                                   |                        |                   |                        |
| 6  | 18 ottobre 2013 | ISBN 978-4-09-124531-1 | 16 gennaio 2020   | ISBN 978-88-912-9201-8 |
| 6  | Capitoli - 41. Convocazioni - 42. Sorteggio - 43. Torneo - 44. L'inizio delle ostilità - 45. Imperatore - 46. Territorio - 47. Trasformazione - 48. Giustizia - Extra. Ragazzo                                                        |                        |                   |                        |
| 7  | 18 febbraio 2014 | ISBN 978-4-09-124600-4 | 20 febbraio 2020  | ISBN 978-88-912-9286-5 |
| 7  | Capitoli - 49. Analisi - 50. Rinascita - 51. Dipendenza - 52. Canaglia - 53. Lignaggio - 54. Demonio - 55. Prevalsa - 56. Brutalità - 57. Entrata in campo - Extra. Vapore                                                            |                        |                   |                        |
| 8  | 16 maggio 2014 | ISBN 978-4-09-124691-2 | 14 maggio 2020    | ISBN 978-88-912-9339-8 |
| 8  | Capitoli - 58. Fraintendimento - 59. Scintilla - 60. Mostro - 61. Inaba - 62. Conseguenze - 63. Tigre - 64. Pugno - 65. Mostro - 66. Furia - Extra. Il mio migliore amico                                                             |                        |                   |                        |
| 9  | 18 agosto 2014 | ISBN 978-4-09-125234-0 | 11 giugno 2020    | ISBN 978-88-912-9389-3 |
| 9  | Capitoli - 67. Danza - 68. Messaggeri oscuri - 69. Mercenario - 70. Pazzo - 71. Bulbi oculari - 72. Cieco - 73. Fine - 74. Juryo - Extra. Sfida (prima parte)                                                                         |                        |                   |                        |
| 10 | 17 ottobre 2014 | ISBN 978-4-09-125478-8 | 10 settembre 2020 | ISBN 978-88-912-9443-2 |
| 10 | Capitoli - 75. Provocazione - 76. Battaglia infuocata - 77. Sekibayashi - 78. Sumo - 79. Convinzione - 80. Tenacia - 81. Estasi - Extra. Sfida (seconda parte)                                                                        |                        |                   |                        |
| 11 | 9 gennaio 2015 | ISBN 978-4-09-125709-3 | 12 novembre 2020  | ISBN 978-88-912-9662-7 |
| 11 | Capitoli - 82. Maestro e allievo - 83. Rigurgiti di sangue - 84. Pescatore - 85. Mani nude - 86. Mal di terra - 87. Vittoria - 88. Sognatore - 89. Dio dei fulmini - 90. Attacco - Extra. Cura                                        |                        |                   |                        |
| 12 | 10 aprile 2015 | ISBN 978-4-09-126056-7 | 14 gennaio 2021   | ISBN 978-88-912-9757-0 |
| 12 | Capitoli - 91. Lancia demoniaca - 92. Maestro - 93. Debole - 94. Realtà - 95. Lupo - 96. Qilong - 97. Rakshasa - 98. Attore - 99. Imitazione - Extra. Lihito                                                                          |                        |                   |                        |
| 13 | 12 giugno 2015 | ISBN 978-4-09-126184-7 | 11 marzo 2021     | ISBN 978-88-912-9859-1 |
| 13 | Capitoli - 100. Scelta - 101. Governo - 102. Assassino - 103. Trasformazione - 104. Morte - 105. Tailandia - 106. Flash - 107. Momento - 108. Ostinazione - Extra. Kaneda                                                             |                        |                   |                        |
| 14 | 9 ottobre 2015 | ISBN 978-4-09-126588-3 | 20 maggio 2021    | ISBN 978-88-912-9946-8 |
| 14 | Capitoli - 109. Formidabile nemico - 110. Naoya - 111. Campioni - 112. Occasione - 113. Sorrisetto - 114. Prevalsa - 115. Evoluzione - 116. Incontri - Extra. Banchetto al femminile                                                  |                        |                   |                        |
| 15 | 11 marzo 2016 | ISBN 978-4-09-127082-5 | 5 agosto 2021     | ISBN 978-88-287-6093-1 |
| 15 | Capitoli - 117. Regola aggiuntiva - 118. Addestramento - 119. Yoshioka - 120. Strategia aggiuntiva - 121. Battaglia - 122. Punto di svolta - 123. Abisso - 124. Tortura - 125. Maestro - Extra. Confessioni                           |                        |                   |                        |
| 16 | 10 giugno 2016 | ISBN 978-4-09-127300-0 | 16 settembre 2021 | ISBN 978-88-287-6219-5 |
| 16 | Capitoli - 126. Contrasto - 127. Negoziato - 128. Padre - 129. Spezzaferro - 130. Calcio - 131. Trasformazione - 132. Cuore - 133. Diavolo - 134. Esorcismo - Bonus. Venerabile nonno                                                 |                        |                   |                        |
| 17 | 9 settembre 2016 | ISBN 978-4-09-127434-2 | 11 novembre 2021  | ISBN 978-88-287-6388-8 |
| 17 | Capitoli - 135. Raian - 136. Padre - 137. Muscoli - 138. Mostri - 139. Esplosione del nucleo - 140. Tattica - 141. Pagliaccio - 142. Mongolian - 143. Sacrificio - Bonus. I sei                                                       |                        |                   |                        |
| 18 | 29 dicembre 2016 | ISBN 978-4-09-127465-6 | 20 gennaio 2022   | ISBN 978-88-287-6505-9 |
| 18 | Capitoli - 144. Udito - 145. Recita - 146. Dignità - 147. Condizione - 148. Non uccidere - 149. Kamikaze - 150. Novità - 151. Tuono - 152. Rottura - 153. Vecchio amico - Bonus. Dandy                                                |                        |                   |                        |
| 19 | 10 febbraio 2017 | ISBN 978-4-09-127519-6 | 24 marzo 2022     | ISBN 978-88-287-6587-5 |
| 19 | Capitoli - 154. Livello 5 - 155. Kiryu - 156. Setsuna - 157. Inferno - 158. Proibito - 159. Rinascita - 160. Esplosione - 161. Bando - 162. Hatsumi - Extra. Love Story                                                               |                        |                   |                        |
| 20 | 12 giugno 2017 | ISBN 978-4-09-127633-9 | 19 maggio 2022    | ISBN 978-88-287-6668-1 |
| 20 | Capitoli - 163. Forfait - 164. Trascendenza - 165. Sigillo - 166. Adattamento - 167. Strategia - 168. Vivere e morire - 169. Sorpasso - 170. Intervallo - 171. Tecnica segreta                                                        |                        |                   |                        |
| 21 | 18 agosto 2017 | ISBN 978-4-09-127757-2 | 21 luglio 2022    | ISBN 978-88-287-1791-1 |
| 21 | Capitoli - 172. Prova - 173. Risveglio - 174. Annienta Demoni - 175. Rivolta - 176. Bandiera della ribellione - 177. Battaglia confusa - 178. Ranjo - 179. Long Min - 180. Soppressione                                               |                        |                   |                        |
| 22 | 19 ottobre 2017 | ISBN 978-4-09-128007-7 | 22 settembre 2022 | ISBN 978-88-287-2057-7 |
| 22 | Capitoli - 181. Terzo turno - 182. Persuasione - 183. Caparbietà - 184. Stretta di mano - 185. Stallo - 186. Cavalcata - 187. Drago d'acqua - 188. Attitudine - 189. Specchio - 190. Ossa - Extra. Sofferenza - Extra. Giappone       |                        |                   |                        |
| 23 | 12 dicembre 2017 | ISBN 978-4-09-128041-1 | 17 novembre 2022  | ISBN 978-88-287-2440-7 |
| 23 | Capitoli - 191. Guardia destra - 192. Rokushin - 193. Anomalia - 194. Occhio falso - 195. Nuovo e vecchio - 196. Compassione - 197. Predecessore - 198. Regina - 199. Quintessenza - 200. Immobile                                    |                        |                   |                        |
| 24 | 12 aprile 2018 | ISBN 978-4-09-128267-5 | 19 gennaio 2023   | ISBN 978-88-287-2866-5 |
| 24 | Capitoli - 201. Separazione - 202. Tempo - 203. Naginata - 204. Nubi incombenti - 205. Sfarfallio - 206. Nuvola - 207. Situazione difficile - 208. Demone - 209. Verità - 210. Anomalia                                               |                        |                   |                        |
| 25 | 12 luglio 2018 | ISBN 978-4-09-128440-2 | 16 marzo 2023     | ISBN 978-88-287-4311-8 |
| 25 | Capitoli - 211. Verità II - 212. Peggio del peggio - 213. Massacro del demone - 214. Separazione - 215. Sostituzione - 216. Wakatsuki - 217. Kengan - 218. Catene - 219. Combattere insieme - 220. Una sola anima - Bonus. Segretarie |                        |                   |                        |
| 26 | 19 ottobre 2018 | ISBN 978-4-09-128700-7 | 25 maggio 2023    | ISBN 978-88-287-4455-9 |
| 26 | Capitoli - 221. Definitivo - 222. Rivali - 223. Trionfatore - 224. Violenza - 225. Solitudine - 226. Stella - 227. Visita - 228. Verità - 229. Finale - Extra. Mangioni                                                               |                        |                   |                        |
| 27 | 19 febbraio 2019 | ISBN 978-4-09-128839-4 | 27 luglio 2023    | ISBN 978-88-287-4978-3 |
| 27 | Capitoli - 230. Forza - 231. Fusione - 232. Superiore - 233. Lama - 234. Campione - 235. Futuro - Finale. Fine |                        |                   |                        |

#### Kengan Ashura 0
| Data di prima pubblicazione                                  | Data di prima pubblicazione                                                 | Data di prima pubblicazione |
| Giapponese                                                   | Giapponese                                                                  |                             |
| ------------------------------------------------------------ | --------------------------------------------------------------------------- | --------------------------- |
| 12 gennaio 2016 (ed. regolare) 8 gennaio 2016 (ed. limitata) | ISBN 978-4-09-127010-8 (ed. regolare) ISBN 978-4-09-941866-3 (ed. limitata) |                             |

#### Kengan Omega
| Nº | Data di prima pubblicazione | Data di prima pubblicazione | Data di prima pubblicazione |
| Nº | Giapponese                  | Giapponese                  |                             |
| -- | --------------------------- | --------------------------- | --------------------------- |
| 1  | 19 febbraio 2019            | ISBN 978-4-09-128848-6      |                             |
| 2  | 19 luglio 2019              | ISBN 978-4-09-129290-2      |                             |
| 3  | 19 dicembre 2019            | ISBN 978-4-09-129475-3      |                             |
| 4  | 17 gennaio 2020             | ISBN 978-4-09-129506-4      |                             |
| 5  | 10 aprile 2020              | ISBN 978-4-09-850093-2      |                             |
| 6  | 10 luglio 2020              | ISBN 978-4-09-850195-3      |                             |
| 7  | 12 novembre 2020            | ISBN 978-4-09-850327-8      |                             |
| 8  | 12 marzo 2021               | ISBN 978-4-09-850477-0      |                             |
| 9  | 10 giugno 2021              | ISBN 978-4-09-850592-0      |                             |
| 10 | 16 settembre 2021           | ISBN 978-4-09-850701-6      |                             |
| 11 | 10 dicembre 2021            | ISBN 978-4-09-850829-7      |                             |
| 12 | 10 marzo 2022               | ISBN 978-4-09-851024-5      |                             |
| 13 | 10 giugno 2022              | ISBN 978-4-09-851158-7      |                             |
| 14 | 12 settembre 2022           | ISBN 978-4-09-851276-8      |                             |
| 15 | 12 gennaio 2023             | ISBN 978-4-09-851538-7      |                             |
| 16 | 12 aprile 2023              | ISBN 978-4-09-852001-5      |                             |
| 17 | 19 luglio 2023              | ISBN 978-4-09-852553-9      |                             |
| 18 | 19 settembre 2023           | ISBN 978-4-09-852831-8      |                             |
| 19 | 19 ottobre 2023             | ISBN 978-4-09-852874-5      |                             |
| 20 | 12 gennaio 2024             | ISBN 978-4-09-853087-8      |                             |
| 21 | 29 marzo 2024               | ISBN 978-4-09-853172-1      |                             |
| 22 | 6 giugno 2024               | ISBN 978-4-09-853404-3      |                             |
| 23 | 19 agosto 2024              | ISBN 978-4-09-853527-9      |                             |
| 24 | 19 settembre 2024           | ISBN 978-4-09-853603-0      |                             |
| 25 | 10 ottobre 2024             | ISBN 978-4-09-853643-6      |                             |

### Anime
Nel gennaio 2015 Ura Sunday ha indetto un sondaggio tra i fan per decidere quale serie avrebbe ricevuto un adattamento anime. Nel maggio 2015 è stato annunciato che Kengan Ashura aveva vinto il sondaggio con 2,3 milioni su 9 milioni di voti totali, e sarebbe stato adattato in un anime. Due anni dopo, il 7 dicembre 2017, è stato annunciato che l'anime era ancora in programma, con il 23° volume uscito il 12 dicembre 2017 il quale rivelava che l'anime sarà una serie televisiva. Lo staff e il periodo di uscita della serie sono stati annunciati il 22 marzo 2018: la serie uscirà nel terzo trimestre del 2019 e sarà diretta da Seiji Kishi e scritta da Makoto Uezu, con animazione di Larx Entertainment; Kazuaki Morita fornirà il character design e Yasuharu Takanashi la musica. La prima mondiale della serie si è tenuta all'Anime Expo il 7 luglio 2018.
La sigla di apertura della serie è King & Ashley dei My First Story mentre quella di chiusura è Born This Way dei BAD HOP.
L'anime è stato trasmesso su Netflix. La prima parte della serie, composta da dodici episodi, è stata pubblicata il 31 luglio 2019, mentre la seconda, sempre di dodici episodi, è stata resa disponibile il 31 ottobre dello stesso anno.
Il 24 marzo 2022 è stato annunciato che l'anime riceverà un sequel. L'editore del manga Kengan Omega ha confermato su Twitter che la continuazione dell'anime adatterà la storia del manga originale "fino alla fine dell'originale (la fine del torneo)!". In seguito è stato rivelato che sarebbe stata prodotta una seconda stagione che si divide in due parti, la prima è stata pubblicata il 21 settembre 2023 mentre la seconda uscirà nel 2024. La sigla d'apertura è Red dei SiM mentre quella di chiusura è Shambles delle Band-Maid.

#### Episodi

##### Prima stagione
| Nº                         | Titolo italiano Giapponese 「Kanji」 - Rōmaji | In onda         | In onda |
| Nº                         | Titolo italiano Giapponese 「Kanji」 - Rōmaji | Giapponese      |         |
| Prima parte (12 episodi)   |                                               |                 |         |
| 1                          | Kengan 「拳願」 - Kengan                      | 31 luglio 2019  |         |
| 2                          | Superumano 「超人」 - Chōjin                  | 31 luglio 2019  |         |
| 3                          | Tipo tosto 「強者」 - Kyōsha                  | 31 luglio 2019  |         |
| 4                          | Di nuovo insieme 「再会」 - Saikai            | 31 luglio 2019  |         |
| 5                          | Zuffa 「乱戦」 - Ransen                       | 31 luglio 2019  |         |
| 6                          | Piano a sorpresa 「暗躍」 - An'yaku           | 31 luglio 2019  |         |
| 7                          | La sera prima 「前夜」 - Zen'ya               | 31 luglio 2019  |         |
| 8                          | Inizia la battaglia 「開戦」 - Kaisen         | 31 luglio 2019  |         |
| 9                          | Giustizia 「正義」 - Seigi                    | 31 luglio 2019  |         |
| 10                         | Sorella 「兄妹」 - Kyōdai                     | 31 luglio 2019  |         |
| 11                         | Ashura 「修羅」 - Shura                       | 31 luglio 2019  |         |
| 12                         | Padre e figlio 「父子」 - Fushi               | 31 luglio 2019  |         |
| Seconda parte (12 episodi) |                                               |                 |         |
| 13                         | Convinzioni 「信念」 - Shin'nen               | 31 ottobre 2019 |         |
| 14                         | Maestro e allievo 「師弟」 - Shitei           | 31 ottobre 2019 |         |
| 15                         | Il pescatore 「漁師」 - Ryōshi                | 31 ottobre 2019 |         |
| 16                         | Il Rakshasa 「羅刹」 - Rasetsu                | 31 ottobre 2019 |         |
| 17                         | La lancia del diavolo 「魔槍」 - Masō         | 31 ottobre 2019 |         |
| 18                         | Stranezze 「異常」 - Ijō                      | 31 ottobre 2019 |         |
| 19                         | Volizione 「意地」 - Iji                      | 31 ottobre 2019 |         |
| 20                         | Campioni 「王者」 - Ōja                       | 31 ottobre 2019 |         |
| 21                         | L'abisso 「深淵」 - Shin'en                   | 31 ottobre 2019 |         |
| 22                         | Combattimento mortale 「死合」 - Shia         | 31 ottobre 2019 |         |
| 23                         | Il diavolo 「魔人」 - Majin                   | 31 ottobre 2019 |         |
| 24                         | Padre 「親父」 - Oyaji                        | 31 ottobre 2019 |         |

##### Seconda stagione
| Nº                         | Titolo italiano Giapponese 「Kanji」 - Rōmaji | In onda           | In onda |
| Nº                         | Titolo italiano Giapponese 「Kanji」 - Rōmaji | Giapponese        |         |
| Prima parte (12 episodi)   |                                               |                   |         |
| 25                         | Presagi 「兆候」 - Chōkō                      | 21 settembre 2023 |         |
| 26                         | Esplosione del nucleo 「爆芯」 - Baku Shin    | 21 settembre 2023 |         |
| 27                         | Pagliaccio 「道化」 - Dōke                    | 21 settembre 2023 |         |
| 28                         | Dignità 「矜持」 - Kyōji                      | 21 settembre 2023 |         |
| 29                         | Kamikaze 「特攻」 - Tokkō                     | 21 settembre 2023 |         |
| 30                         | Un vecchio amico 「旧友」 - Kyūyū             | 21 settembre 2023 |         |
| 31                         | Inferno 「地獄」 - Jigoku                     | 21 settembre 2023 |         |
| 32                         | Risurrezione 「復活」 - Fukkatsu              | 21 settembre 2023 |         |
| 33                         | Superiorità 「超越」 - Chōetsu                | 21 settembre 2023 |         |
| 34                         | Vita o morte 「生殺」 - Seisatsu              | 21 settembre 2023 |         |
| 35                         | Ribellione 「反旗」 - Hanki                   | 21 settembre 2023 |         |
| 36                         | Caos 「混戦」 - Konsen                        | 21 settembre 2023 |         |
| Seconda parte (16 episodi) |                                               |                   |         |
| 37                         | Convinzioni                                   | 15 agosto 2024    |         |
| 38                         | Lo specchio d'acqua                           | 15 agosto 2024    |         |
| 39                         | Un asso nella manica                          | 15 agosto 2024    |         |
| 40                         | Il culmine                                    | 15 agosto 2024    |         |
| 41                         | Guai in vista                                 | 15 agosto 2024    |         |
| 42                         | La nube fluttuante                            | 15 agosto 2024    |         |
| 43                         | Una situazione difficile                      | 15 agosto 2024    |         |
| 44                         | Il demone                                     | 15 agosto 2024    |         |
| 45                         | Addio                                         | 15 agosto 2024    |         |
| 46                         | Wakatsuki                                     | 15 agosto 2024    |         |
| 47                         | Dare il massimo                               | 15 agosto 2024    |         |
| 48                         | Forza suprema                                 | 15 agosto 2024    |         |
| 49                         | Una stella gigante                            | 15 agosto 2024    |         |
| 50                         | Le finali                                     | 15 agosto 2024    |         |
| 51                         | Vittoria                                      | 15 agosto 2024    |         |
| 52                         | Finale                                        | 15 agosto 2024    |         |

## Altri media
Un drama CD è stato incluso nell'edizione speciale del volume 0 l'8 gennaio 2016.
Sandrovich ha scritto altre due serie manga, Dumbbell nan-kilo moteru? e Isshou Senkin, ambientate nello stesso universo di Kengan Ashura.
Nel luglio 2020, è stata realizzata un'illustrazione crossover di Daromeon e Keisuke Itagaki con Ohma Tokita e Baki Hanma di Baki the Grappler, per promuovere la disponibilità di entrambe le serie su Netflix. Nel marzo 2024 la piattaforma ha annunciato un anime crossover intitolato Baki Hanma VS Kengan Ashura, che ha debuttato il 6 giugno dello stesso anno.

## Recensioni
Nel dicembre 2017 il manga ha venduto più di 1,5 milioni di copie.